# Récupération de formulaire
La récupération de formulaire (en anglais, Form grabbing) est une méthode criminelle utilisé par les pirates informatiques pour récupérer les diverses données des navigateurs.
Elle est souvent confondue avec le keylogger, cette méthode intercepte l'envoi dans les navigateurs et collecte ainsi les données avant que celles-ci soient envoyées sur internet[Laquelle ?].
D'autres méthodes utilisent un add-on ou une barre d'outils malicieuse pour lire automatiquement les informations.
Ces méthodes sont très utilisées dans la récupérations de données bancaires et d'autres données sensibles car elles récupèrent uniquement le nécessaire, le nom d'utilisateur et le mot de passe généralement.
Il est beaucoup plus utilisé car il ne nécessite pas de vérification manuelle des logs comme un keylogger.
Le malware le plus connu l’utilisant est Zeus, un botnet spécialisé sur les récupérations bancaires.
Le premier programme à utiliser la Récupération de formulaire est Berbew Trojan en 2003.